# Chittenango
Chittenango és una població dels Estats Units a l'estat de Nova York. Segons el cens del 2000 tenia 4.855 habitants.

## Demografia
Segons el cens del 2000, Chittenango tenia 4.855 habitants, 1.844 habitatges, i 1.300 famílies. La densitat de població era de 768,2 habitants/km².
Dels 1.844 habitatges en un 38,1% hi vivien nens de menys de 18 anys, en un 55,3% hi vivien parelles casades, en un 11,4% dones solteres, i en un 29,5% no eren unitats familiars. En el 24,5% dels habitatges hi vivien persones soles el 9,4% de les quals corresponia a persones de 65 anys o més que vivien soles. El nombre mitjà de persones vivint en cada habitatge era de 2,59 i el nombre mitjà de persones que vivien en cada família era de 3,09.
Per edats la població es repartia de la següent manera: un 28,8% tenia menys de 18 anys, un 6,6% entre 18 i 24, un 30,8% entre 25 i 44, un 21,5% de 45 a 60 i un 12,3% 65 anys o més.
L'edat mediana era de 36 anys. Per cada 100 dones de 18 o més anys hi havia 88,8 homes.
La renda mediana per habitatge era de 43.750 $ i la renda mediana per família de 50.179 $. Els homes tenien una renda mediana de 34.787 $ mentre que les dones 25.902 $. La renda per capita de la població era de 20.014 $. Entorn del 4,1% de les famílies i el 6,2% de la població estaven per davall del llindar de pobresa.